# Profilti

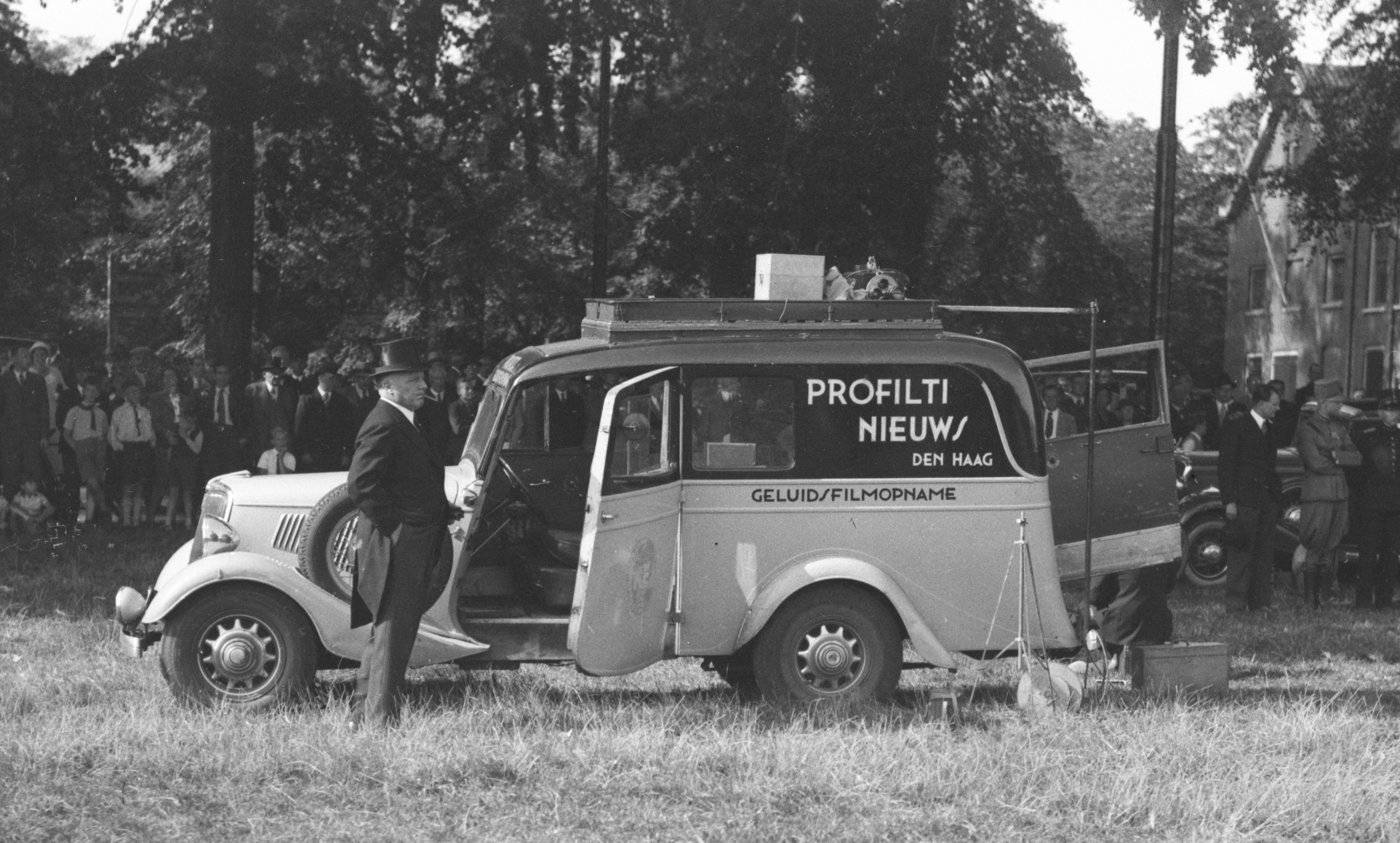
Auto van Profilti Nieuws voor het maken van geluidsfilmopnamen in 1938

Filmfabriek Profilti N.V. was een Haagse filmmaatschappij die begon in 1922 als bedrijf ter technische ondersteuning van de bioscoopketen Nederlandse Bioscoop Trust (NBT). Met de productie van reclamefilms groeide het bedrijf echter zodanig uit, dat het in 1929 een zelfstandig bedrijf werd. Voorts beheerde het het sinds 1901 opgebouwde filmarchief van het Koninklijk Huisarchief.
In 1931 ging het bedrijf een samenwerking aan met Orion Filmfabriek, een bedrijf dat sinds de jaren 20 het Orion-bioscoopjournaal produceerde. De naam werd gewijzigd in Nederland in klank en beeld. Deze samenwerking werd echter door Orion in 1932 weer ontbonden en in 1933 ging het Profilti bioscoopjournaal verder onder de naam Profilti Nieuws.
Het bedrijf was echter in financiële moeilijkheden geraakt, doordat het een deel van het kapitaal aan Orion was kwijtgeraakt en het verlies van bioscoopketen City als afnemer van de bioscoopjournalen en de belangrijkste aandeelhouder van de keten commissaris was bij Orion.
Er werd naarstig naar een oplossing gezocht om het bedrijf te redden door het te koop aan te bieden bij de concurrent Polygoon. Deze stemde toe in de overname en er werd een nieuwe vennootschap opgericht onder de naam: NV Vereenigde Nederlandsche Filmfabrieken (VNF), waaronder Profilti kwam te vallen, maar dit werd echter geheimgehouden uit economische en bedrijfspolitieke overwegingen. Profilti kon weer zelfstandig films en bioscoop journaals produceren naast Polygoon, dat zijn eigen producties had. Doordat beide bedrijven onder dezelfde leiding, aandeelhouders en financiële regelingen vielen, groeiden zij beide uit tot sterke bedrijven, die ook onderling gingen samenwerken en journaalitems uitwisselden. Tijdens de mobilisatie in 1939 werd zowel van Polygoon als van Profilti een groot deel van het personeel voor het leger opgeroepen.
In 1940 werd door de bezetter één bioscoopjournaal voldoende geacht, waardoor Profilti, onder controle van de bezetter, films over Duitsgezinde onderwerpen moest gaan produceren. Zo produceerden beide bedrijven alleen nog Nazipropaganda. In 1940 werden beide bedrijven, op straffe van inbeslagname van apparatuur en laboratoria, gedwongen samen te gaan werken met het Duitse filmverhuurkantoor Tobis. In 1944 waren de meeste bioscopen al gesloten en was er gebrek aan elektriciteit, waardoor verder werken onmogelijk was.
In 1945 ging tijdens het bombardement op het Bezuidenhout in Den Haag de filmstudio en het filmarchief verloren.